# Marcela Ribadeneira
Marcela Ribadeneira (Quito, Ecuador, 1982) es una escritora, periodista, crítica de cine y artista visual ecuatoriana nacida en la ciudad de Quito. Ribadeneira es conocida por sus trabajos literarios, que oscilan entre temas relacionados con la muerte, la bioexperimentación, la naturalización del horror y la metaliteratura. Una de sus obras más nombradas es Golems (2018) en el que se puede evidenciar plasmada una mezcla de su conocimiento literario y cinematográfico.
La escritora ha trabajado en colaboraciones con el periódico The Guardian, de Gran Bretaña; así como también, en las revistas ecuatorianas como Mundo Diners, Vanguardia, Criterios, Nuestro Mundo, Fotograma, Ache, BG, Zoom, y Vamos. Ribadeneira es cofundadora de la editorial La Linea Negra en conjunto con su esposo, Eduardo Varas. La escritora quiteña fue elogiada por el reconocido novelista y abogado ecuatoriano Óscar Vela quien comentó que la literatura de la escritora es convincente, cargada de figuras literarias, imágenes, alegorías, deformaciones y horror.

## Biografía
Realizó sus estudios en la Scuola Internazionale di Cinema e Televisione (NUCT), en Roma, Italia, donde se especializó en Dirección Cinematográfica. Participó en la edición de la revista Gatopardo Ecuador. Ha realizado colaboraciones con varias revistas y periódicos ecuatorianos, así como con diarios británicos y españoles. Ribadeneira dejó de escribir por motivos personales; sin embargo, retomó la escritura literaria en agosto de 2017, cuando creó “Las islas”. De igual manera, editó entre diciembre de 2017 y febrero de 2018 su libro “Golems”, un conjunto de seis cuentos, que fueron publicados por la editorial El Conejo el 28 de junio de 2018. Es fundadora de la editorial "La Línea Negra". Su obra ha sido recopilada por diferentes antologías publicadas en casas editoriales internacionales. Forma parte de Cuentos para regalar, un proyecto de literatura digital, así como de El ojo, una taller de crítica cinematográfica.

## Artículos
Gabriela Ribadeneira ha escrito un conjunto de cuentos y artículos, donde ha relatado temas relacionados con la muerte, la violenta racionalidad, la experimentación con seres vivos, la física, el horror naturalizado, la empatía o la metaliteratura.
- Matrioska (2013)[8]

Breve reseña al espejismo de lo habitual mediante la descomposición material del alma.
- La constelación de la clepsidra (2012)[9]

Observando de manera constituida y refinada, la monotonía de lo abstracto sucumbiendo al renacimiento mediante la destrucción y posterior muerte del vidente.
- Something in the way (2012)[10]

Acaricia, ríe, siente, la inmundicia de la vida desde la perspectiva de un niño sin preocupaciones aberrantes.

## Obra

### Golems
La idea de este libro surgió cuando Marcela Ribadeneira fue invitada a Perú por Luis Salvador a participar con uno de sus cuentos llamado Organismos.
Desde aquel momento tuvo la idea de escribir una colección de cuentos de acuerdo a su tópico que a ella le gusta, los cuales son cuerpos mutilados, cuerpos en putrefacción, animales o humanos vivos en agonía o cuerpos sometidos a algún tipo de modificación.
Fue así que sacó su libro Golems, el cual está compuesto por seis cuentos en diferentes momentos, los cuales tienen referencias históricas y literarias.

## Antologías
- Organismos. Relatos sobre otredad, biopolítica y materia extraordinaria (Hal 9000 Editor, 2018)[12]
- Señorita Satán. Nuevas narradoras ecuatorianas (El Conejo, 2017)[12]
- El otro portal (La barra espaciadora / Doble rostro, 2017)[12]
- Ciudades visibles: 21 crónicas latinoamericanas (Editorial RM y FNPI, 2016)[12]
- Ecuador Cuenta (Del Centro editores, 2014)[12]
- GPS (Sed de Belleza, 2014)[12]
- La invención de la realidad, antología de crónica contemporánea (La Caracola editores, 2014)[12]